# Kostel svatého Petra a Pavla (Rajhrad)
Kostel svatého Petra a Pavla ve městě Rajhrad v okrese Brno-venkov je součástí areálu tamního benediktinského kláštera.
Benediktinský klášterní komplex v Rajhradě se vyvinul z původně malého proboštství a během staletí se stal významným klášterem. Nicméně až v roce 1813 se stal samostatným opatstvím. Podle tradice bylo staré proboštství založeno roku 1045 Břetislavem I. na starém slovanském hradišti. Dnešní podoba budov je z 18. století, celý areál je chráněn jako kulturní památka.

## Přestavba kláštera

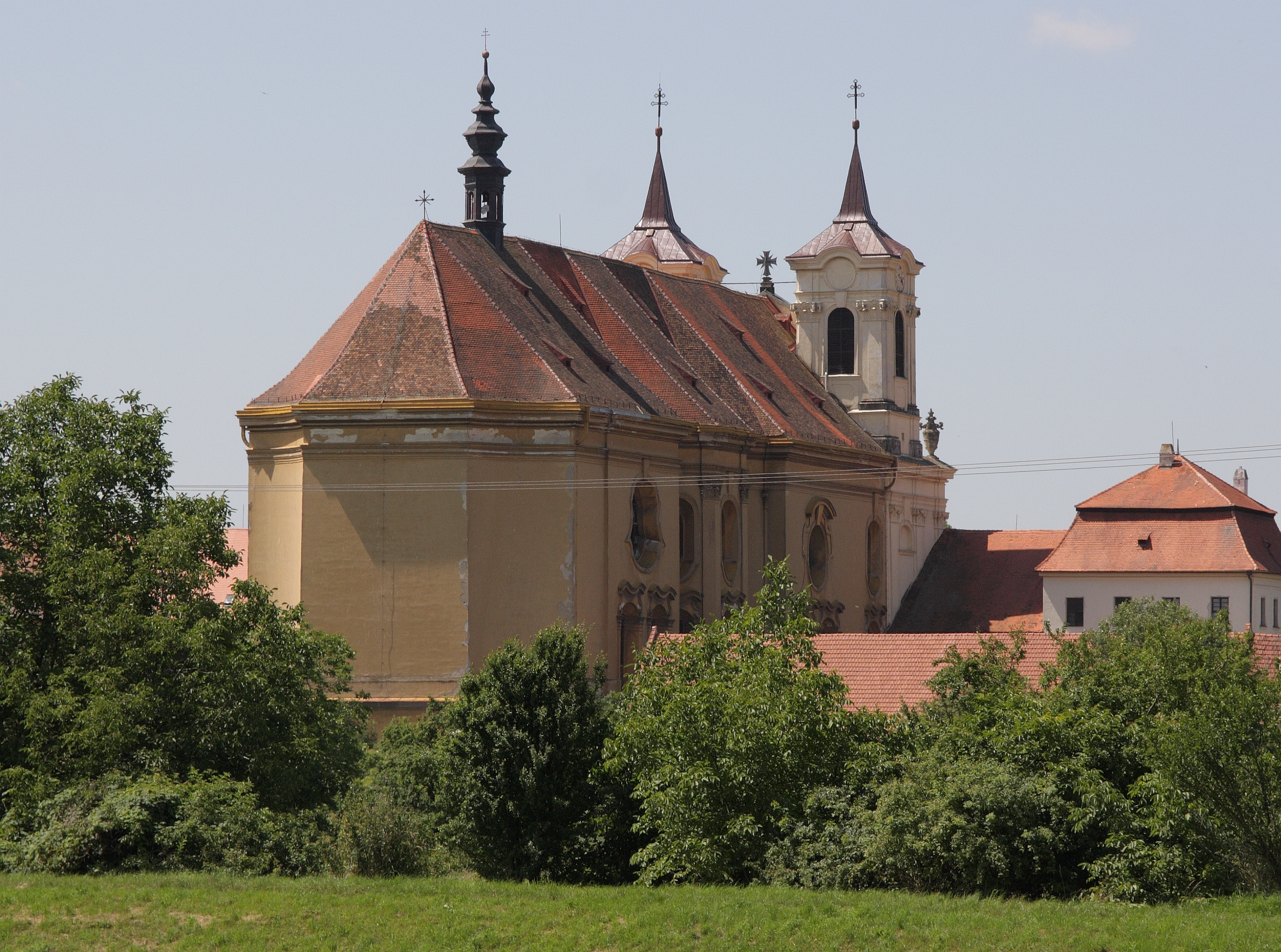
pohled na loď a presbytář

Původní podobu románských budov dnes již neznáme, první větší obnova kláštera proběhla na počátku 17. století, kdy komplex nabývá raně barokní ráz. Již na sklonku téhož století byl klášter zpustošen polskými vojsky, táhnoucími na pomoc Vídni, a proto se v letech 1690-1692 počítá s další opravou a vznikají návrhy na přestavbu. V následujících letech však probíhají jen nejnutnější opravy a myšlenka téměř úplné novostavby samotného kláštera se znovu objevuje až na sklonku druhého desetiletí 18. století.
V této době byl rajhradský klášter podřízen klášteru břevnovskému a snahou tehdejšího probošta Antonína Pirmuse bylo vymanit se z jeho vlivu. Jelikož v břevnovském klášteře právě projektoval Kryštof Dientzenhofer, Pirmus se chtěl stavbou vyrovnat svému mateřskému klášteru a tamějšímu opatu Otmaru Zinkemu. V těchto snahách podává Pirmusovi pomocnou ruku jeho přítel, žďárský opat Václav Vejmluva. Ten na Moravu přivedl v Čechách již osvědčeného architekta Jana Blažeje Santiniho-Aichla. Vejmluva jej doporučuje Pirmusovi a ten skutečně Santinimu svěřuje úkol vypracovat projekt novostavby rajhradského proboštství.
Santiniho plán kostela měl původně provádět brněnský stavitel Mořic Grimm, který požadoval odvodnit místní bažinatý terén nebo přesunout stavbu na jiné místo. To se Pirmusovi nelíbilo, a tak povolává Františka Benedikta Klíčníka, který podle Santiniho projektu stavěl už v Křtinách.

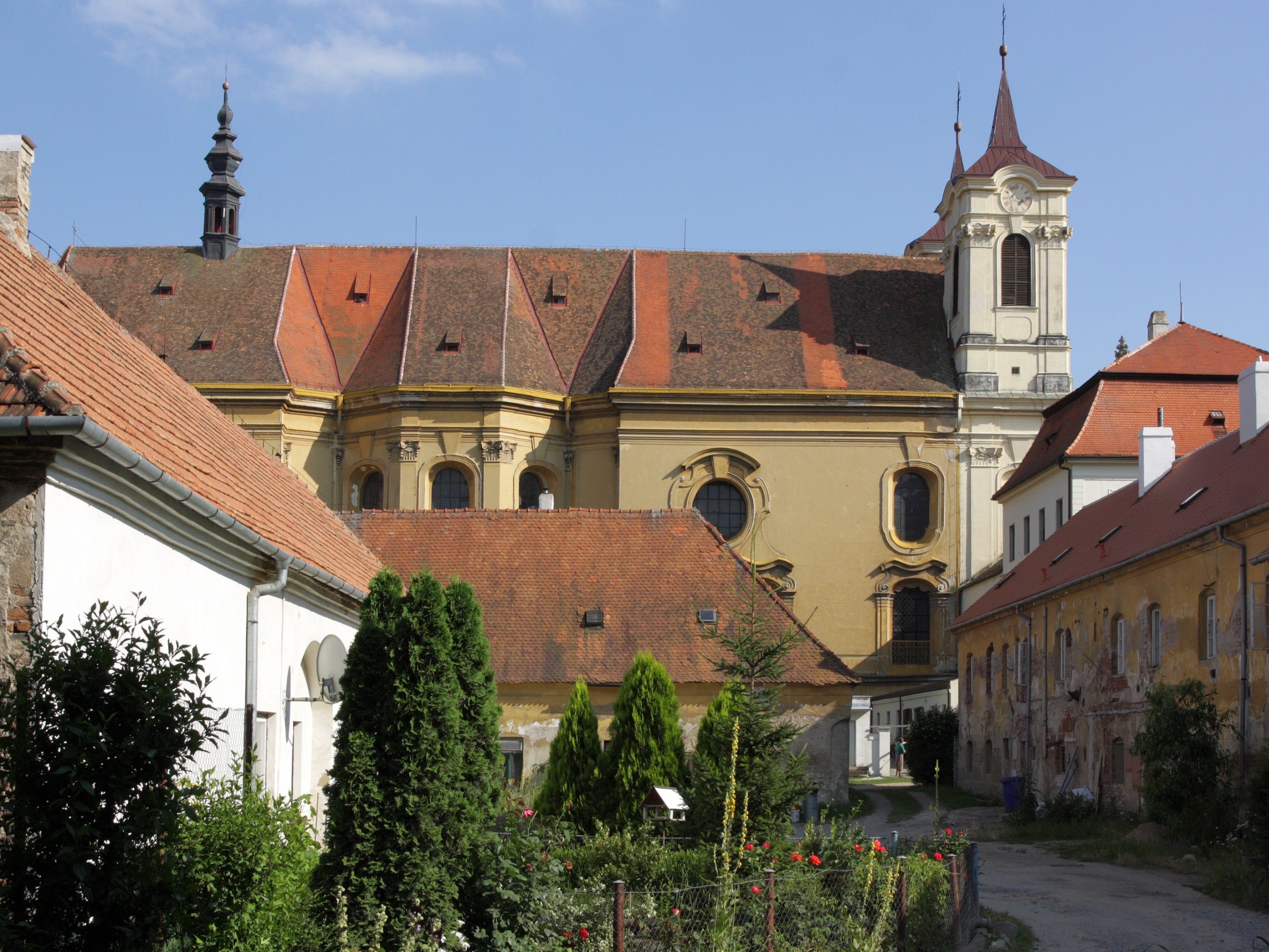
severní průčelí

Stavba byla zahájena roku 1722 poté, co se Santini rozhodl stavět na dubových pilotách a roštech, jak tomu již jednou učinil v klášteře v Plasech. Stavba započala strhnutím starého presbytáře a kaple sv. Benedikta a Barbory. Hlavní oltář byl přenesen do západní části starého kostela a ta byla od kněžiště oddělena zdí. Stavba pokračovala poměrně rychle a podle dochovaných účtů o vyplácení platu, byla i často navštěvována samotným Santinim. Už na podzim byla také sepsána smlouva s brněnským tesařem Janem Ehrenbergerem na vazbu krovu a o rok později byla hotová hrubá stavba se střechou. I po Santiniho smrti roku 1723 pokračovala stavba velmi rychle. Roku 1729 byly ve všech třech kupolích dokončeny malby od malíře Jana Jiřího Etgense. Sochařskou výzdobu vypracoval do roku 1734 Ignác Lengelacher a 7. června 1739 byl kostel vysvěcen.
Srovnáním dochovaných Santiniho plánů pro Rajhrad se skutečnou stavbou nacházíme určité rozdíly, vzniklé úpravami po jeho smrti. Ty provedl zřejmě F. B. Klíčník, i když v literatuře je často zmiňován Christian Alexander Oedtl (Horyna). Změna je nejvýraznější asi v zaklenutí celého kostela. Dnešní klenba je rekonstrukcí původního stavu a byla provedena v letech 1770–1776 – v této době byla celá stavba poškozena zemětřesením. Klenba v presbytáři se liší od kleneb v lodi tím, že klenební plocha je členěna oblouky dosedajícími na náběžné soklíky nad průběžným trojlodním kladím, neseným znásobenými polosloupy a pilastry na pilířích. V lodi zůstávají tyto náběžní soklíky nevyužity. Tato změna v klenebním systému byla provedena zřejmě proto, aby vznikla hladká plocha umožňující lepší freskovou výmalbu. Obnovenou klenbu v chóru vymaloval Josef Winterhalder mladší. Diference sledujeme i v západním průčelí, tedy ve fasádě, která se vlivem nezpevněného podloží v roce 1728 vyklonila a musela být zajištěna mohutnou skarpou. V rámci této opravy byla zřejmě nově členěna podle návrhu F. B. Klíčníka. Zajišťovací práce v presbytáři projektoval stavitel Mořic Grimm a po něm jeho syn František Antonín. Zazděním některých oken v apsidě byl zrušen Santiniho scénický efekt – postavení prostorového hlavního oltáře proti světlem zalitým oknům závěru.

## Popis

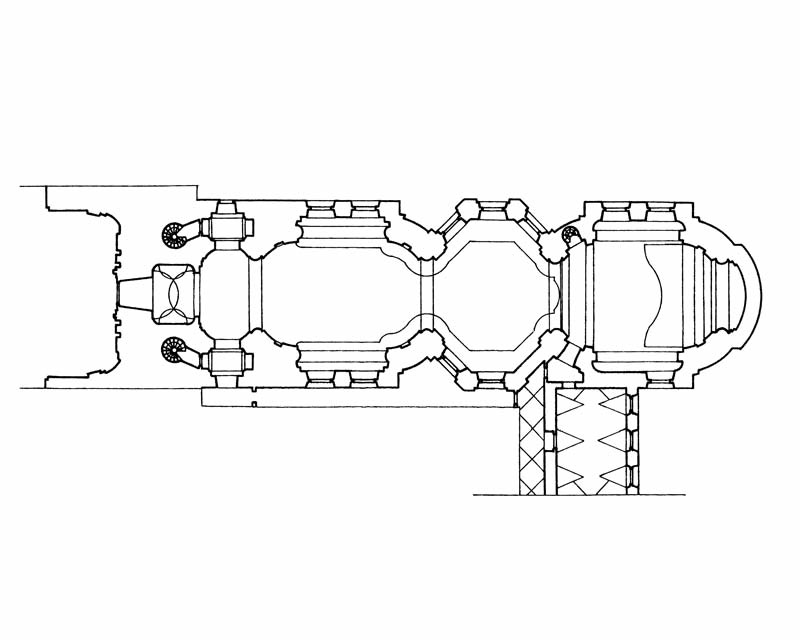
půdorys kostela

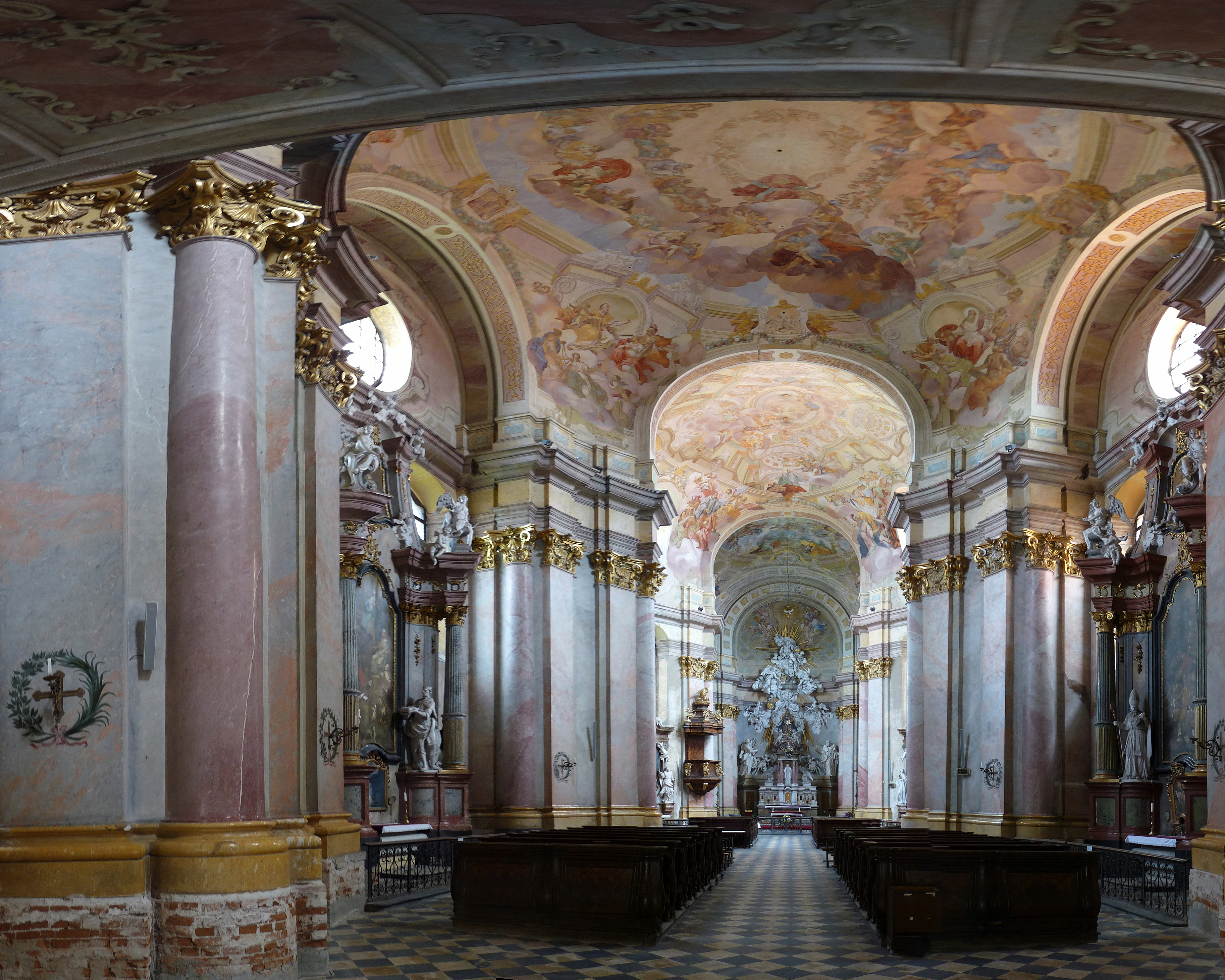
interiér kostela

V dispozici klášterního chrámu se Santini zjevně inspiroval Guariniho neprovedeným plánem pro theatinský kostel Panny Marie v Praze z roku 1679. Je to tedy longitudinální typ, vzniklý axiálním řazením několika prostorových buněk. Sled těchto jednotek začíná na západě příčnou elipsou, rozšířenou o eliptické, aditivně připojené boční kaple. Další prostorová buňka vznikla pronikem podélné elipsy s příčně položeným obdélníkem; opakuje se pak v presbytáři s přidáním apsidy. Oba prostory jsou zaklenuty českými plackami, jsou centralizovány k polygonálnímu jádru s kupolí, do níž zasahují lunety s okny. Stěny nesou bohatý reliéf pilastrů a polosloupů, na příčné ose jsou pak výklenky, jejichž čelní stěny jsou bohatě proděravěny bohatou sestavou okenních otvorů. Střední prostor nad oktogonem má stěny konstrukčně minimalizované a proděravěné velikými okny, nad kterými další velké otvory prostupují patu klenby.
V chrámovém interiéru pracuje Santini s řadou prvků, které známe už z jeho předchozích staveb. Motivem tzv. zmnoženého triumfálního oblouku a jeho výrazným opakováním v podélném směru je umocňována hloubka, vertikalita, rytmus a monumentalita prostoru – je to skryté odvolání na gotiku. Tímto také maskuje aditivní skladebnost prostoru a vytváří dojem plynulého přechodu mezi jeho jednotlivými částmi. Buněčné členění vnitřního prostoru bylo v původní kompozici ještě podtrženo odstupněním intenzity světla, které dávalo každé prostorové části kostela odlišnou kvalitu. Především ve středním oktogonálním prostoru a veliké konše hlavního oltáře byla přímo přemíra světla, které nepůsobilo jako dopadající zvenčí, ale přímo spočívající v prostoru. Toto téma pulzujícího prostoru strukturovaného světlem spojuje rajhradský interiér se Santiniho barokně-gotickými realizacemi v Kladrubech a Želivi.

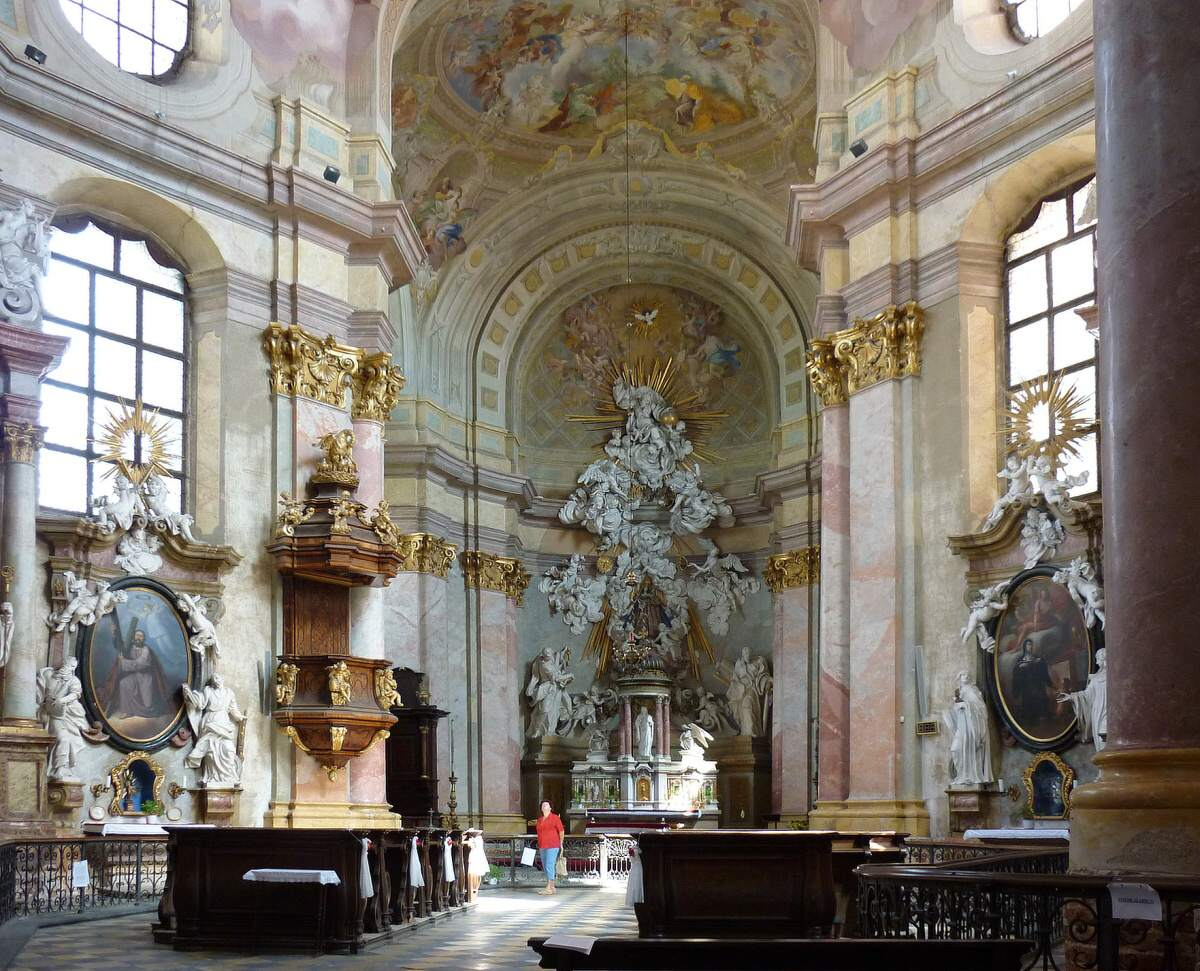
kněžiště s hlavním oltářem

V exteriéru kostela o Santiniho invenci nejlépe odpovídá řešení severního průčelí. Hlavní průčelí není Santiniho dílem. Pouze tedy boční fronta odpovídá Santiniho návrhu. Střední tříboký rizalit fasády působí až skeletovým dojmem, jeho pole jsou téměř v celé ploše otevřena dvěma řadami velkých oken. U spodních oken jsou charakteristické vlnivé suprafenestry, jejichž předlohu můžeme hledat v díle Francesca Borrominiho. Do špalet jsou pak vloženy záklenky pozdněgotického záclonového typu. Zároveň tento rizalit připomíná i gotické polygonální závěry. Kompozičně klíčovou roli hrají i nezvyklé a kuriózně vynalézavé sestavy okenních otvorů. Horní díl zdi kněžiště byl nově vyzděn až v 70. letech 18. století a vzniká zde pro Santiniho tvorbu netypické kasulové okno.
V porovnání s Guariniho návrhem kostela pro pražské theatiny neskládá Santini půdorysy prostorových buněk při polygonálním jádru z pronikajících se elips, ale pronikem elipsy s obdélníkem, takže důsledkem je zalamovaný plášť obvodového zdiva. Santiniho odlišnost od Guariniho je vyvolána návratem ke starším konstruktivním principům domácí architektury, zejména Jana Baptisty Matheyho. Z těchto a dalších hledisek zaujímá rajhradský klášterní chrám významné místo v proudu tzv. postguariniovské architektury.